# Blue Ghost M1
Blue Ghost Mission 1 je měsíční průzkumná mise společnosti Firefly Aerospace s přistávacím modulem Blue Ghost v rámci programu Komerční přeprava nákladu na Měsíc (CLPS) americké agentury kosmické agentury NASA. Sondu vynesla dne 15. ledna 2025 raketa SpaceX Falcon 9 startující z Kennedyho vesmírného střediska. Dne 2. března 2025 v 09:34 SEČ sonda úspěšně přistála v Moři nepokojů.
Přistávací modul Blue Ghost má na povrchu Měsíce fungovat po dobu 60 dní. Mezi cíle mise patří mimo jiné analýza vlastností měsíčního regolitu, studium geofyzikálních charakteristik Měsíce a zkoumání interakcí mezi slunečním větrem a magnetickým polem Země. Sonda na povrch Měsíce dopravila 10 přístrojů o celkové hmotnosti 94 kg.